# 니시우라촌 (시즈오카현)
니시우라촌(일본어: 西浦村)은 일본 시즈오카현의 동부, 기미사와군·다가타군에 속해있던 촌이다. 현재의 누마즈시 남서부에 해당한다.

## 역사
- 1889년 4월 1일 - 정촌제 시행에 의해 기미사와군 니시우라촌이 성립하였다.
- 1896년 4월 1일 - 군제 시행에 의해 다가타군에 속하게 되었다.
- 1955년 4월 1일 - 우치우라촌,  조토군 아시타카촌과 함께 누마즈시에 편입해 동일 니시우라촌은 폐지되었다.

## 참고 문헌
- 角川日本地名大辞典編纂委員会,『角川日本地名大辞典 22 静岡県』, 角川書店, 1978年, ISBN 4040012208